# スカジット郡 (ワシントン州)
スカジット郡（英: Skagit County、[ˈskædʒɪt]）は、アメリカ合衆国ワシントン州の西海岸部に位置する郡である。シアトル都市圏に含まれる。人口は12万9523人（2020年）。郡庁所在地のマウントバーノンは、郡内の人口最大都市である。郡名はスカジット族インディアンから採られた。
スカジット郡は1883年11月28日にワットコム郡から分離設立された。

## 地理
アメリカ合衆国国勢調査局に拠れば、郡域全面積は1,920平方マイル (4,974 km2)であり、このうち陸地は1,725平方マイル (4,494 km2)、水域は185平方マイル (480 km2)で水域率は9.65%である。スカジット郡はスカジット川の流域にある。

### 特徴的な地形
- アラン島
- バーローズ島
- カスケード山脈
- サイプレス島
- ファー島
- フィダルゴ島
- ゲムズ島
- ハート島
- ホープ島
- キケット島
- パス島
- サミッシュ島
- ソーク川
- シンクレア島
- スカジット島
- スカジット川
- ベンドービ島

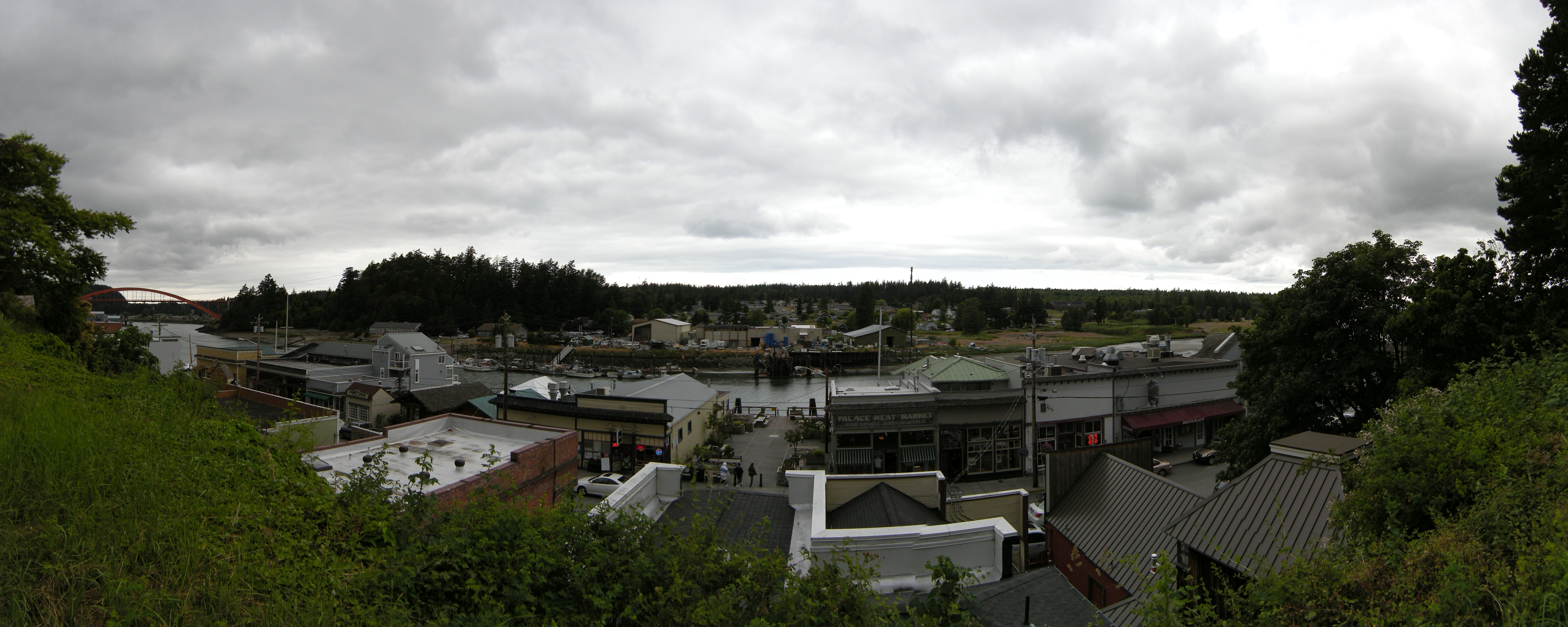
ラコナー中心街

- バックナー山、郡内最高地点、標高9,114 フィート (2,778 m)

### 主要高規格道路
- 州間高速道路5号線
- ワシントン州道9号線
- ワシントン州道20号線

### 隣接する郡
- ワットコム郡 - 北
- オウカノガン郡 - 東
- シェラン郡 - 南東
- スノホミッシュ郡 - 南
- アイランド郡 - 南西
- サンフアン郡 - 西

### 国立保護地域
- ベーカー山・スノクァルミー国立の森（部分）
- ノース・カスケード国立公園（部分）
- ロス湖国立レクリエーション地域（部分）

## 人口動態

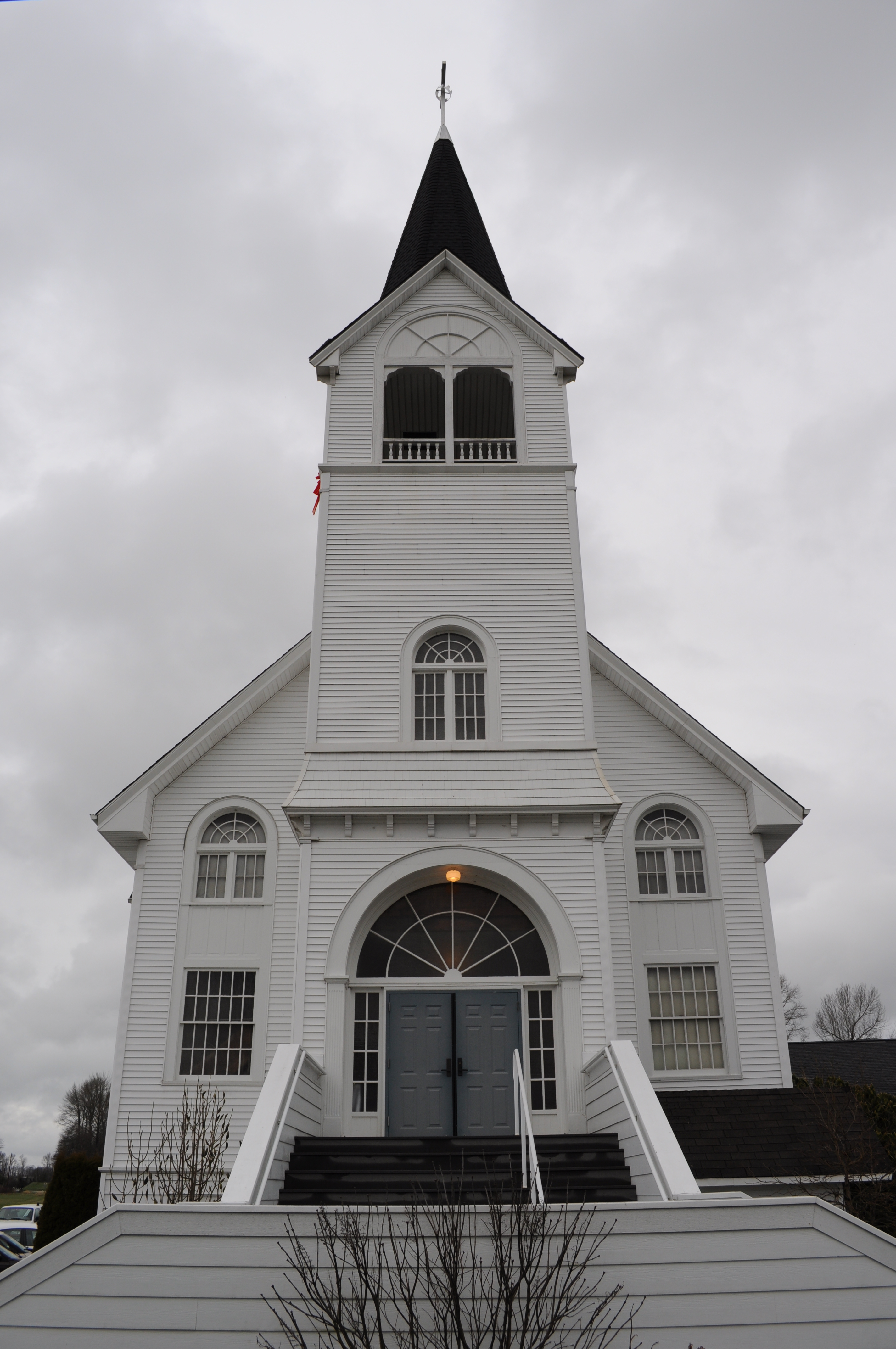
ファー・コンウェイ・ルーテル教会

以下は2000年国勢調査による人口統計データである。
| 基礎データ - 人口: 102,979人 - 世帯数: 38,852 世帯 - 家族数: 27,351 家族 - 人口密度: 23人/km2（59人/mi2） - 住居数: 42,681 軒 - 住居密度: 10軒/km2（25/mi2） 人種別人口構成 - 白人: 86.49% - アフリカン・アメリカン: 0.44%% - ネイティブ・アメリカン: 1.85% - アジア人: 1.49% - 太平洋諸島系: 0.16% - その他の人種: 7.17% - 混血: 2.40% - ヒスパニック・ラテン系: 11.20% 先祖による構成 - ドイツ系：13.9% - イギリス系：11.2% - ノルウェー人：9.2% - アイルランド系：8.2% - アメリカ人：6.7% 年齢別人口構成 - 18歳未満: 26.3% - 18-24歳: 8.6% - 25-44歳: 26.9% - 45-64歳: 23.6% - 65歳以上: 14.6% - 年齢の中央値: 37歳 - 性比（女性100人あたり男性の人口） - 総人口: 98.0 - 18歳以上: 95.7 | 世帯と家族（対世帯数） - 18歳未満の子供がいる: 32.8% - 結婚・同居している夫婦: 56.6% - 未婚・離婚・死別女性が世帯主: 9.7% - 非家族世帯: 29.6% - 単身世帯: 23.3% - 65歳以上の老人1人暮らし: 10.0% - 平均構成人数 - 世帯: 2.60人 - 家族: 3.06人 収入と家計 - 収入の中央値 - 世帯: 42,381米ドル - 家族: 48,347米ドル - 性別 - 男性: 37,207米ドル - 女性: 26,123米ドル - 人口1人あたり収入: 21,256米ドル - 貧困線以下 - 対人口: 11.1% - 対家族数: 7.9% - 18歳未満: 13.5% - 65歳以上: 6.8% |

## 政府
スカジット郡は州憲法で郡憲章の無い郡全てに規定されたように3人のコミッショナーが長になっている。各コミッショナーは出身地区によって指名されるが、その後に郡全体の一般選挙で選ばれることになる。よって地区ではなく全郡を代表することになる。
第3地区は州間高速道路の東側のバーリントン、セドロウーリーおよび郡東部であり、第2地区はマウントバーノン、コンウェイおよび郡南部、第1地区はアナコルテス、ラコナーおよび州間高速道路の西側とマクリーン道路の北側である。

## 郡の自然保護活動
2006年、スカジット郡海洋資源委員会がメバル属メバルなど海底にいる魚を獲り過ぎから保護するために、1つ以上の禁漁海洋保護区を設立する研究を開始した。

## 交通
スカジット交通が郡内のバス便を運行している。また郡外のエバレット、ベリングハム、ウィンドベイ島およびカメイノ島への接続便も運行している。またアナコルテスとゲムズ島を結ぶゲムズ島フェリーも運航している。

## 主な自治体

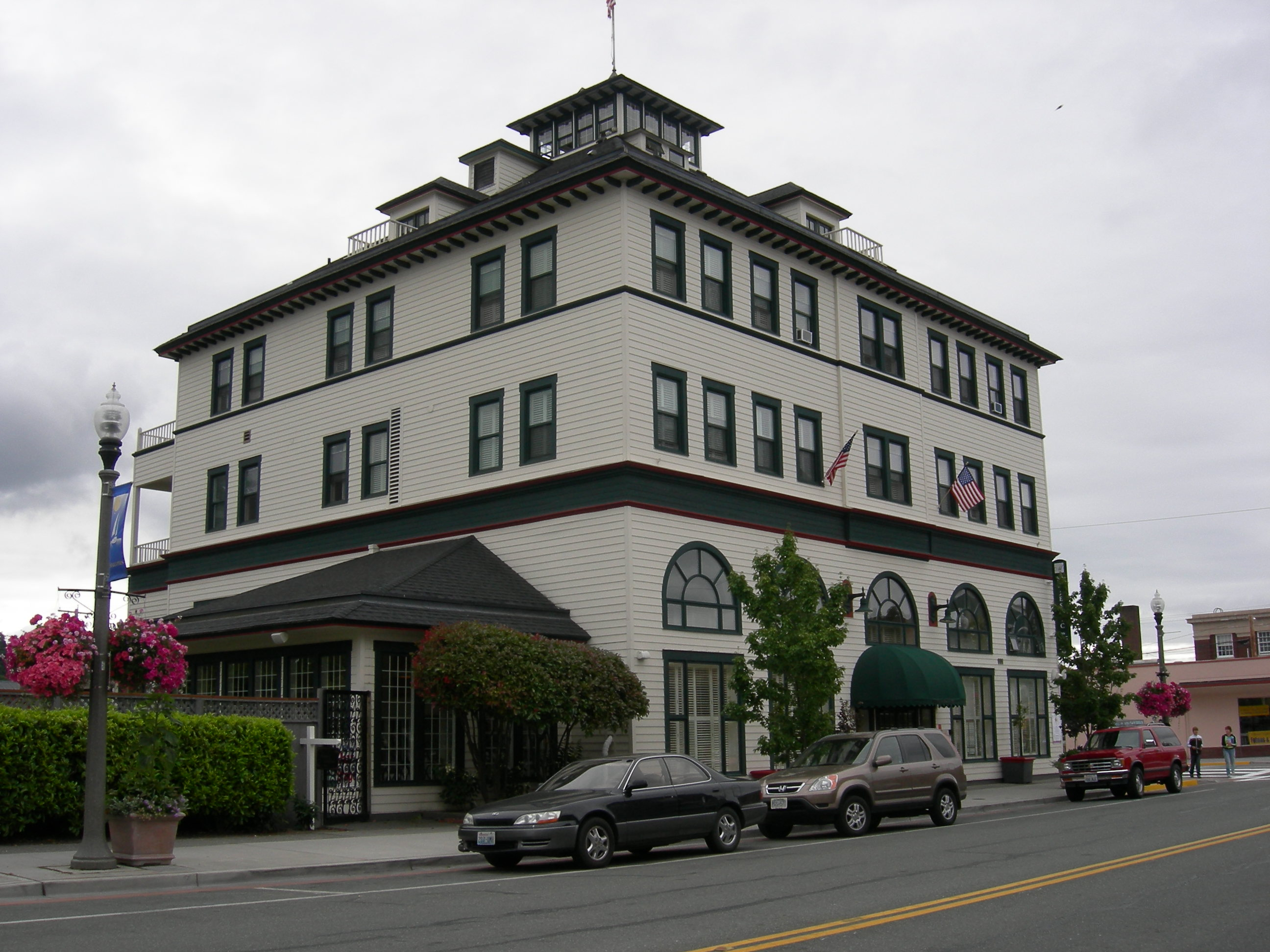
アナコルテスにあるマジェスティック・イン

- マウントバーノン - 郡庁所在地
- アナコルテス
- セドロウーリー
- バーリントン
- コンクリート
- ハミルトン
- ラコナー
- ライマン

### 国勢調査指定地域
- アルジャー
- ベイビュー
- ビッグレイク
- クリアレイク
- コンウェイ
- エディソン
- レイクカバノー
- レイクマッカレイ
- マーブルマウント
- ロックポート

## その他の町
| - アレン - エイボン - バーズビュー - ビッグロック - ボウ - ブランチャード - シーダーデール - デイクリーク - デューイービーチ - フィダルゴ - ファー - フィッシュタウン | - ゲメズアイランド - ヒックソン - フーグダル - ミルタウン - パディラ - パンキンセンター - レックスビル - サミッシュアイランド - シミルクビーチ - サミットパーク - アーバン - ウィットニー |

## ゴーストタウン
- スカジットシティ

## インディアン居留地
- スウィノミッシュインディアン居留地
- アッパースカジットインディアン居留地